# Philipp Wilhelm von Cornberg
Philipp Wilhelm von Cornberg (* 24. Juni 1553 in Kassel; † 30. August 1616 in Richelsdorf) war ein unehelicher Sohn des Landgrafen Wilhelm IV. von Hessen-Kassel und der Stammvater der Freiherren von Cornberg.

## Leben
Philipp Wilhelm wurde 13 Jahre vor der Eheschließung seines Vaters, des späteren Landgrafen Wilhelm IV. von Hessen-Kassel, mit Sabina von Württemberg geboren. Seine Mutter war Elisabeth Wallenstein, Tochter eines Kasseler Türmers. Philipp Wilhelm wurde als „Philippus Wilhelmus Casselanus“ 1566 an der Universität in Marburg eingeschrieben und wechselte später an die Universität in Straßburg. Danach absolvierte er ein juristisches Studium in Genf und Padua, wo er auch Hebräisch, Griechisch und Italienisch studierte. Diese Ausbildung ermöglichte es ihm 1582, Hessischer Rat und 1588 Hessischer Drost und Hauptmann zu werden. Von 1600 bis 1605 war er Hessen-Kasseler Kammermeister (Finanzminister) unter seinem Halbbruder Moritz von Hessen-Kassel.
Landgraf Wilhelm IV. nutzte 1572 den Einfluss, den er bei der Reichsabtei Hersfeld hatte, um Philipp Wilhelm in das nur noch aus drei Personen bestehende Hersfelder Kapitel aufnehmen und ihm die noch immer als Pfründe bestehende Propstei des schon 1526 aufgehobenen Klosters Cornberg übertragen zu lassen, damit er die Einkünfte aus dieser Sinekure genießen konnte. In seinem Reversbrief verpflichtete sich Philipp Wilhelm zu Gehorsam gegenüber dem Abt und zu einer jährlichen Abgabe und unterzeichnete als Philippus Wilhelmus de Cornberg (den Reichsadelsbrief als „von Cornberg“ erhielt er jedoch erst am 29. März 1597 in Prag von Kaiser Rudolf II.). Am 22. Februar 1580 erhielt er dann auch die hessische Hälfte von Cornberg auf Lebenszeit. Als Abt Ludwig V. im Jahre 1582 seine beabsichtigte Heirat nicht zulassen wollte, trat Philipp Wilhelm aus dem Stift aus, empfing von seinem Vater am 11. August 1582 die hessische Hälfte von Cornberg, die Landgraf Philipp 1525 für seine militärische Unterstützung Hersfelds während des Bauernkrieges erhalten hatte, als erbliches Mannlehen, zog nach Cornberg und heiratete dort am 3. September 1582 Christine von Falcken. Im Jahre 1584 erhielt er dann auch die Hersfelder Hälfte von Cornberg zu Lehen; Abt Ludwig Landau wurde dafür vom Landgrafen mit 2.500 Gulden abgefunden. Diese Belehnung wurde 1592 von Abt Kraft Weiffenbach und 1593 von dem letzten Hersfelder Abt Joachim Roell erneuert. 

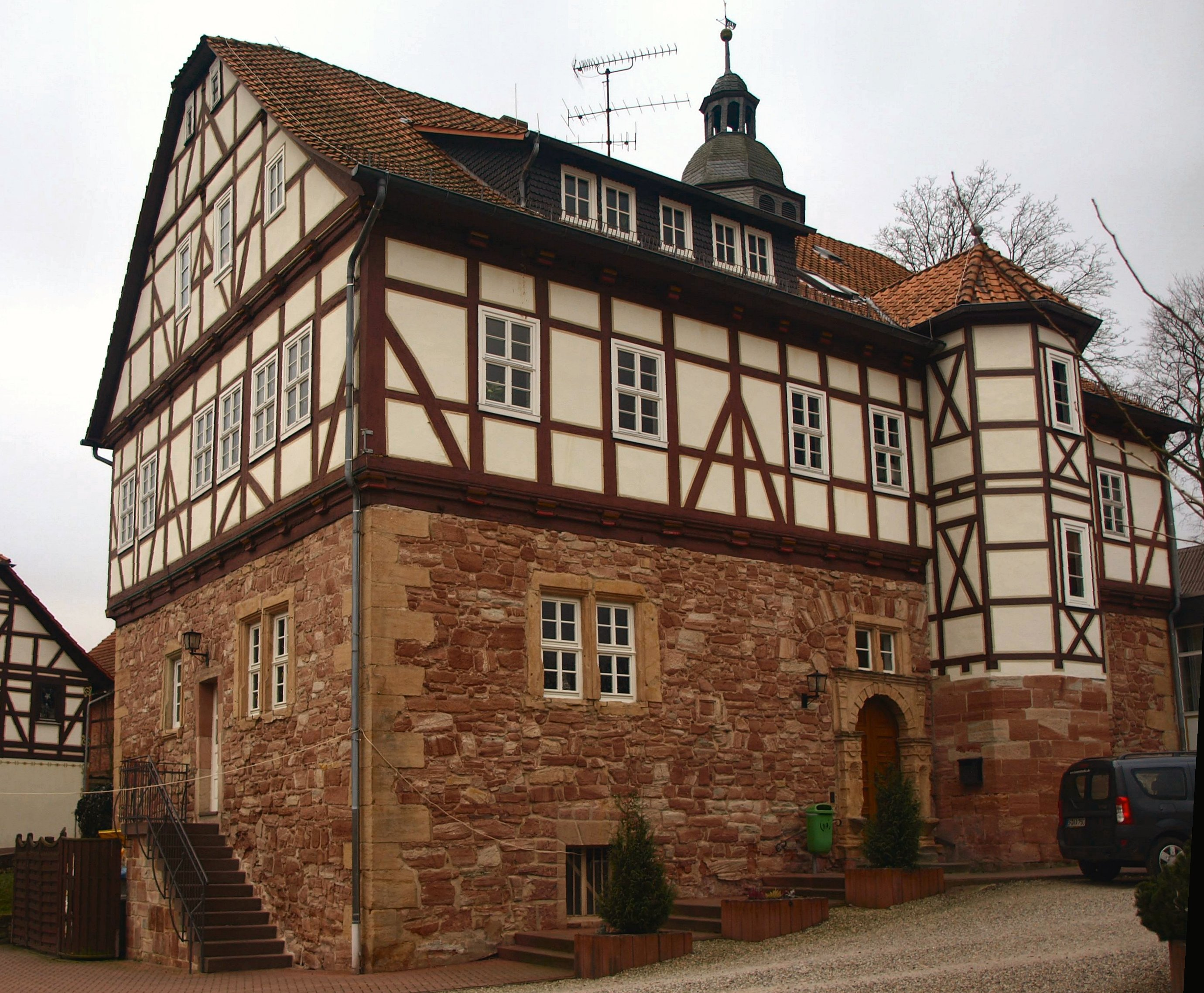
Das ehemalige Herrenhaus Cornbergs in Richelsdorf

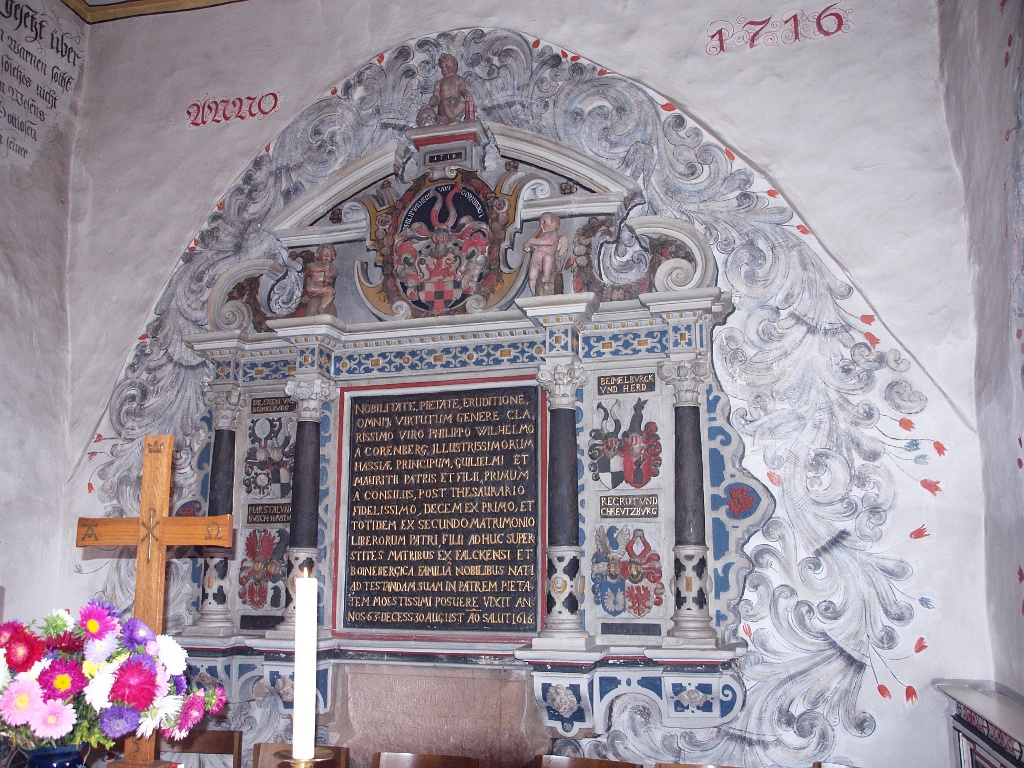
Epitaph in der Richelsdorfer Kirche

1592 erhielt er als weiteres Mannlehen mit allen Zubehörungen das Amt Auburg mit dem Dorf Wagenfeld, die 1585 nach dem Aussterben der Grafen von Diepholz an Hessen gefallen waren. Mit diesem Besitz war das wichtige Amt des Erbdrosten verbunden, das Philipp Wilhelm eine fast landesherrliche Stellung verlieh.
Nach dem Tod seines Vaters 1598 trat Philipp Wilhelm dem neuen Landgrafen, seinem Halbbruder Moritz, Cornberg ab und erhielt stattdessen 10.000 Reichstaler und als rechtes Mannlehen das etwa 12 km weiter ostsüdöstlich gelegene Dorf Richelsdorf mit der hohen und niederen Gerichtsbarkeit und dem Kirchenpatronat, sowie Obergude, Niedergude und Landefeld. Weitere Besitzungen, Güter und Zinsgefälle erwarb er im Laufe seines Lebens im Rotenburger Land, im Raum Fritzlar und in Kassel. Sie befanden sich in unter anderem in Nassenerfurth, Obermöllrich, Maden, Metze, Lohne, Dickershausen, Kleinern, Niedervorschütz, Bebra und Asmushausen.
Zur Verwaltung seiner weit verstreuten Besitzungen hielt sich Philipp Wilhelm abwechselnd auf der Auburg und in Richelsdorf auf. In Richelsdorf baute er sich in den Jahren 1598 bis 1600, direkt neben der Patronatskirche, ein Herrenhaus. Um das Rittergut Hüffe, das Philipp Wilhelm im Jahr 1593 kaufte, entspann sich ein mehr als zwanzig Jahre andauernder Konflikt, den Philipp Wilhelm schließlich mit Hilfe des hessischen Landgrafen für sich entschied. Diese Auseinandersetzungen führten an den Rand eines Krieges zwischen der Landgrafschaft Hessen-Kassel und dem Hochstift Minden, bei dem Philipp Wilhelms Kontrahenten, die Herren von Schloen genannt Gehle zu Hollwinkel, Hilfe gesucht hatten. Erst kurz vor seinem Tod, nach langen Prozessen und Vergleichsverhandlungen, konnte Philipp Wilhelm das Gut Hüffe für sich und seine Nachkommen sichern.
Philipp Wilhelm war von 1600 bis 1605 landgräflicher Kammerherr und Schatzmeister. Er starb am 30. August 1616 auf seinem Schloss in Richelsdorf. Er wurde in der Patronatskirche in Richelsdorf beigesetzt. Landgraf Moritz ließ ihm ein großes Epitaph hinter dem Grabgewölbe im Chorraum der Kirche errichten.